# Cúmul obert

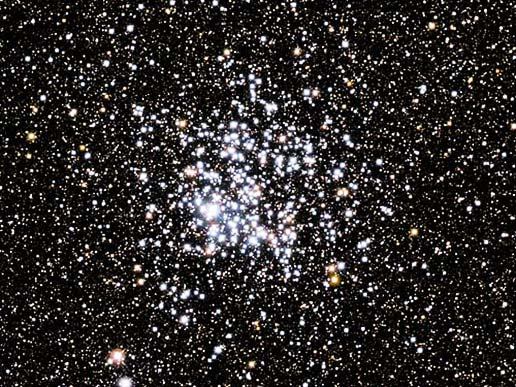
Cúmul estel·lar obert M11, el cúmul de l'ànec salvatge. Es pot veure com presenta una estructura poc densa i està format per estels jóvens i brillants.

Un cúmul estel·lar obert és un grup nombrós d'estels que pot contenir alguns milers d'objectes formats gairebé simultàniament a partir d'un mateix núvol molecular i que romanen encara lligats per la gravitació. Els cúmuls oberts es troben únicament a galàxies amb formació estel·lar activa, és a dir, en galàxies espirals o irregulars. Típicament tenen edats inferiors a uns pocs centenars de milions d'anys i es rompen i dispersen en la seva rotació al voltant del centre galàctic per interaccions gravitacionals amb altres cúmuls o per trobades properes entre els seus propis estels.
Els cúmuls més joves poden estar encara continguts dins del núvol molecular del qual es van formar, il·luminant-lo i constituint regions H II. Amb el temps, la pressió de radiació dels propis estels dispersa el gas del núvol molecular i els deixa sols. Aproximadament un 10% de la massa del núvol molecular pot condensar-se en forma d'estels abans de dispersar-se per la pressió de radiació.
Els cúmuls estel·lars són objectes importants en l'estudi de l'evolució estel·lar. Atès que tots els estels que hi ha són d'edat i composició química similar, poden ser usats per a estudiar-ne les propietats molt millor que en el cas d'estels aïllats.
Tots els estels s'han format en brots de formació estel·lar però els de més edat, com el nostre Sol ja fa molt de temps que es van allunyar dels seus companys natals.

## Història de les observacions

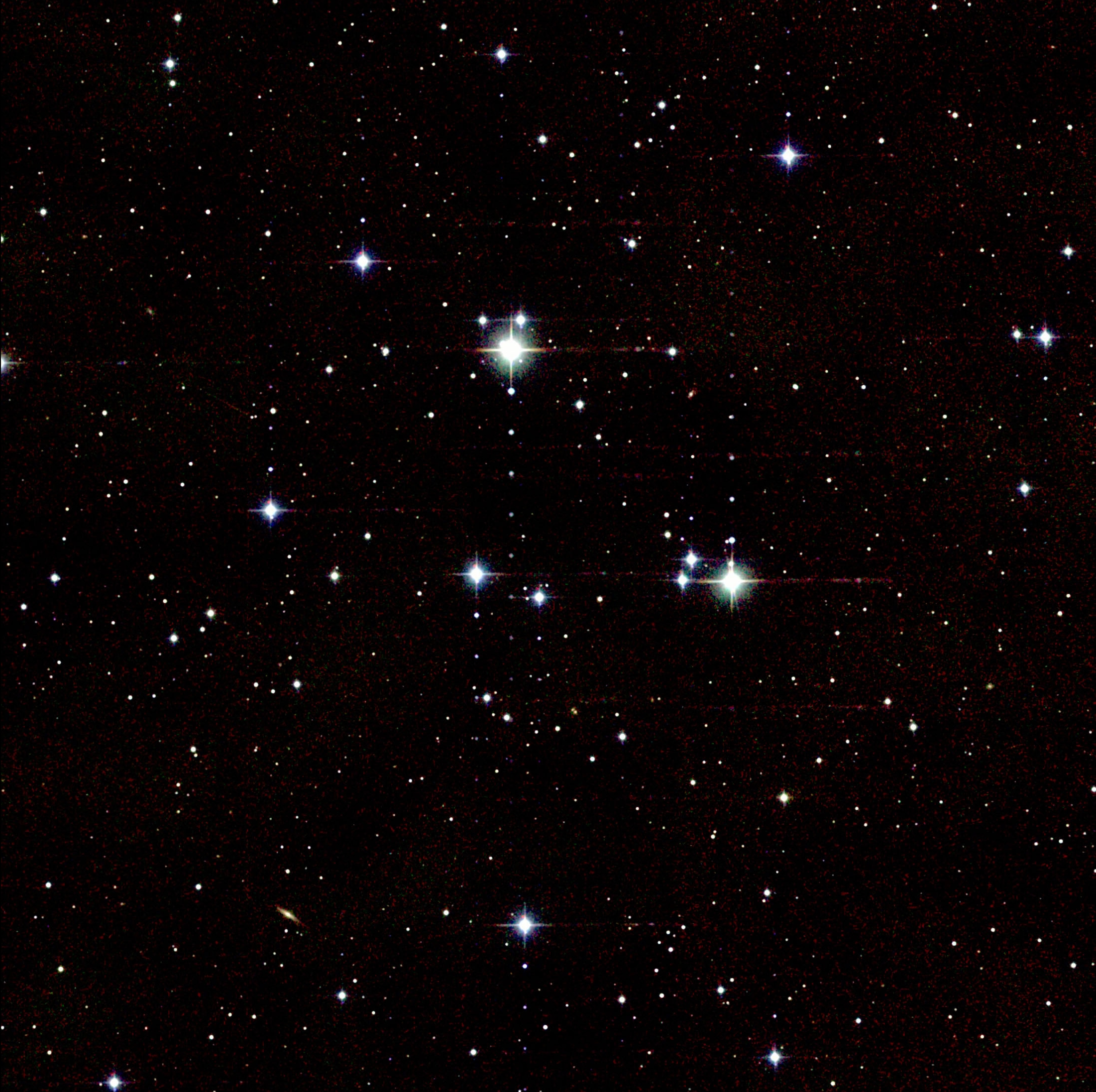
El cúmul del pessebre, un dels cúmuls oberts més cridaners de l'hemisferi nord, conegut des de l'antiguitat.

Les Plèiades, les Híades o el Pessebre, han estat cúmuls oberts reconeguts com a grups d'estrelles des de ben antic. Ptolemeu, l'any 138 aC, ja esmentava alguns cúmuls oberts com el que porta el seu nom (Cúmul de Ptolemeu) o el proper Melotte 111. D'altres es coneixien com a zones nebuloses i no serà fins a la invenció del telescopi, que Galileu el 1609 va observar El Pessebre i va reconèixer per primera vegada que estava constituït per estrelles. Com els cúmuls oberts són molt brillants, es podien veure fàcilment amb els primers telescopis, i en 1782 ja es coneixien 66 cúmuls oberts diferents. Les observacions telescòpiques van descobrir dos tipus diferents de cúmuls, un dels quals contenia centenars d'estrelles que es trobaven distribuïdes formant una esfera regular i solien aparèixer al voltant del centre de la Via Làctia, i l'altre presentava una escassa població d'estrelles distribuïdes irregularment, i que es trobaven repartits per tota la galàxia. Els astrònoms van dividir els cúmuls estel·lars en cúmuls globulars i cúmuls oberts, respectivament. Els cúmuls oberts també s'anomenen cúmuls galàctics,un terme introduït per Robert Julius Trumpler el 1925, ja que es poden trobar a tota la galàxia.
Aviat es van adonar que les estrelles dels cúmuls oberts es trobaven físicament relacionades. En 1767, el reverend John Michell va calcular que la probabilitat que un grup d'estrelles, com les Plèiades, sigui el resultat de la disposició que s'observa des de la Terra si fossin estrelles sense relació, és de només d'1 entre 496.000.
En la dècada de 1790, l'astrònom anglès William Herschel va començar un estudi sobre els objectes nebulosos. Va descobrir que moltes d'aquestes característiques es podien resoldre en agrupacions d'estrelles individuals. Va concebre la idea que les estrelles inicialment estaven disperses en l'espai, però que es van anar ajuntant en cúmuls a causa de l'atracció gravitatòria. Herschel va dividir les nebuloses en vuit classes, des de la classe VI a la VIII es classificaven cúmuls d'estrelles.
Centenars de cúmuls oberts s'han afegit a la llista dels catàlegs NGC i de l'IC. Les observacions telescòpiques han revelat dos tipus diferents de cúmuls, uns que contenen milers d'estrelles en una distribució esfèrica regular i preferentment cap al centre de la Via Làctia, i l'altre format per poblacions d'estrelles disperses amb una forma més irregular i distribuïts per tot el cel. Els astrònoms van donar el nom de cúmuls globulars als primers.
Quan l'astrometria es va tornar més precisa, es va revelar que les estrelles del cúmul tenien un moviment propi comú a través de l'espai, i les mesures espectroscòpiques van mostrar una velocitat radial comuna, demostrant definitivament que les estrelles dels cúmuls van néixer al mateix temps, que es troben a la mateixa distància de nosaltres i que estan relacionades entre elles com a grup.
Tot i que els cúmuls oberts i els cúmuls globulars formen dos grups diferents, realment no hi ha diferència apreciable entre un cúmul globular de molt escassa densitat i un cúmul obert amb molta població d'estrelles. Alguns astrònoms creuen que els dos tipus de cúmuls estel·lars funcionen a partir del mateix mecanisme, sent l'única diferència que les condicions que van permetre la formació dels cúmuls globulars que contenen centenars de milers d'estrelles ja no es donen actualment en la nostra galàxia.

## Formació

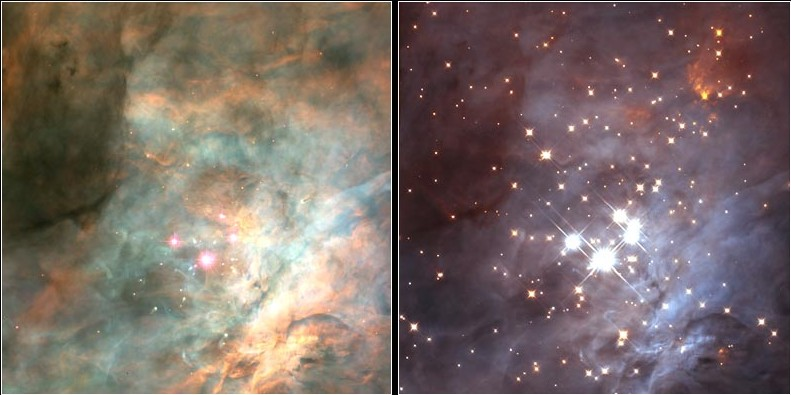
Nebulosa d'Orió. La imatge de la dreta presa en l'espectre infraroig posa en evidència la formació d'un dens cúmul obert al centre denominat "Cúmul del Trapezi".

Una gran part de les estrelles s'han format originàriament en sistemes múltiples (és a dir, de més d'una estrella), ja que un sol núvol de gas que contingui diverses vegades la massa del Sol seria prou pesada com per col·lapsar sota la seva pròpia gravetat, però no hi hauria manera de fer-ho en una estrella aïllada.
Els cúmuls oberts triguen molt poc temps a formar-se si ho comparem amb la seva vida. La seva formació comença amb el col·lapse de part d'un gran núvol molecular, un dens i immens núvol de gas molt fred que alberga diversos centenars de vegades la massa del Sol. Existeixen multitud de factors que poden iniciar el col·lapse del gran núvol molecular, o d'una part i, per tant, començar a formar el cúmul obert, com poden ser les ones de xoc d'una supernova propera o les interaccions gravitacionals, entre molts altres factors. Una vegada que el gran núvol molecular ha començat a col·lapsar-se, es va fragmentant en grups cada vegada més petits, obtenint com a resultat la formació de diversos milers d'estels. En la nostra galàxia, s'estima que el ritme de formació de cúmuls oberts és d'un cada pocs milers d'anys.
Una vegada que la formació d'estels ha començat, els més calents i massius (de tipus OB) emetran ingents quantitats de radiació ultraviolada. Aquesta radiació ionitza ràpidament el gas circumdant del gran núvol molecular, cosa que causa la formació d'una regió HII. Els vents estel·lars dels estels més massius, juntament amb la pressió de radiació, dirigeixen cap a fora els gasos del núvol i els van expulsant amb el temps. Al cap d'uns pocs milions d'anys s'hi esdevindrà la seva primera supernova, que contribuirà molt a expulsar gas del sistema. Passades diverses desenes de milions d'anys, el cúmul ja és lliure de gas i la formació d'estels ha acabat. En general, menys del 10% del gas inicial del cúmul arriba a formar part dels estels abans de dissipar-se.

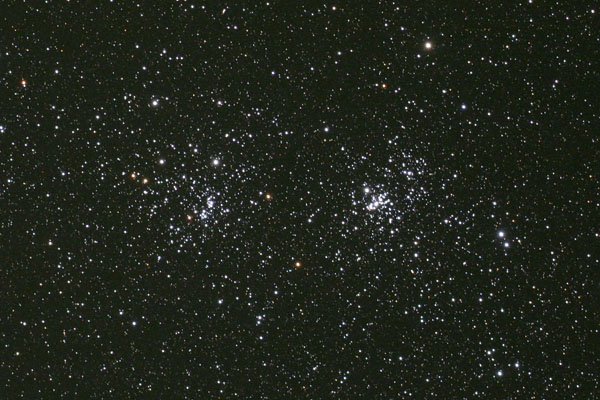
Cúmul doble de Perseu, un cúmul obert binari.

Un altre model possible és que el cúmul es formi ràpidament a causa de la contracció del nucli del núvol molecular i, un cop que els estels més massius comencen a lluir, expulsin el gas residual a la velocitat del so. Des que el nucli del núvol comença a contreure fins que el gas és dispersat, sol passar d'un a tres milions d'anys, i pel fet que generalment només el 30% o 40% del gas del nucli del núvol forma estels, el procés d'expulsió del gas residual pot perjudicar molt el cúmul, el qual pot perdre gran part -o tots, fins i tot- dels seus estels. Els cúmuls que es formen d'aquesta manera pateixen una pèrdua de massa força significativa en les primeres etapes de formació i una part important dels estels moren en el procés. Com que la majoria dels estels, si no tots, es formen en cúmuls, se'ls coneix com els pilars fonamentals de construcció de les galàxies. La violenta expulsió de gas que dona forma als cúmuls estel·lars en el moment del seu naixement deixa empremta en la morfologia i l'estructura cinemàtica de la galàxia.
Pot passar que dos o més cúmuls oberts separats s'hagin format a partir del mateix núvol molecular. Un exemple d'això el tenim al Gran Núvol de Magalhães, on els cúmuls Hodge 301 i R136 es van formar en la Nebulosa de la Taràntula. A la nostra galàxia, el rastreig del moviment de dos importants cúmuls oberts propers, Híades i El Pessebre, suggereix que es van formar a partir del mateix núvol 600 milions d'anys enrere.
A vegades, dos cúmuls que neixen alhora poden arribar a formar un cúmul binari, i es calcula que aproximadament el 8% dels cúmuls oberts ho són. Es coneixen almenys 10 cúmuls dobles a la Via Làctia: el millor exemple és el cúmul doble d'NGC 869 i NGC 884 (a vegades anomenats erròniament h i χ Persei; h es refereix a una estrella propera i χ als dos cúmuls).

## Morfologia i classificació
Els cúmuls oberts poden variar de cúmuls molt dispersos d'uns pocs membres fins denses aglomeracions de milers d'estels. Solen presentar la mateixa estructura: un nucli dens envoltat d'una corona més difusa. En general, el nucli té un diàmetre de 3 ó 4 anys llum, i la corona s'estén fins a 20 anys llum del centre del cúmul. Al centre del cúmul la densitat sol ser de l'ordre d'1,5 estrelles per cada any llum cúbic, unes 500 vegades més elevada que prop del Sol
En 1930, Harlow Shapley va idear un sistema molt senzill de classificació de cúmuls oberts, que descriu la riquesa del nombre d'estrelles i la concentració del cúmul. Consisteix simplement en una lletra, de l'"a" a la "g":
- A: irregularitats de camp
- B: associacions estel·lars
- C: cúmuls irregulars i molt lleument lligats
- D: cúmuls lleument lligats
- I: cúmuls amb riquesa i concentració intermèdia
- F: cúmuls força concentrats
- G: cúmuls amb una gran riquesa i concentració

En el mateix any, Robert Trumpler va idear un sistema de classificació de cúmuls oberts molt més complex. Segons aquest sistema, s'assignen tres paràmetres a cada cúmul: 
- Segons la concentració i grandària fins a l'estel més pròxim (de major a menor), en numeració romana, pot oscil·lar entre I i IV.
  - I: concentració forta
  - II: concentració mitjana alta
  - III: concentració mitjana baixa
  - IV: concentració feble

- Segons la lluminositat (de menor a major) s'escriu en numeració aràbiga.
  - 1: tots els estels tenen la mateixa lluminositat
  - 2: repartició uniforme
  - 3: molts estels poc brillants

- Segons el nombre d'estels, 
  - p: pobre, menys de 50 estels
  - m: mitjà, entre 50 i 100 estels
  - r: ric, més de 100 estels

A més, si el cúmul és dins d'una nebulosa, al final s'hi afegeix la lletra n.
El 1990 es va publicar un compendi de tots els cúmuls oberts de la nostra galàxia coneguts fins llavors, tots classificats amb el sistema de Trumpler.
Les Plèiades, amb el sistema de classificació de Trumpler, se la cataloga com "I3rn" (estels molt concentrats i lluminosos, rics en població i situats dins una nebulosa), mentre que les Híades són "II3m" (estels més dispersos i no tants).

## Nombre i distribució

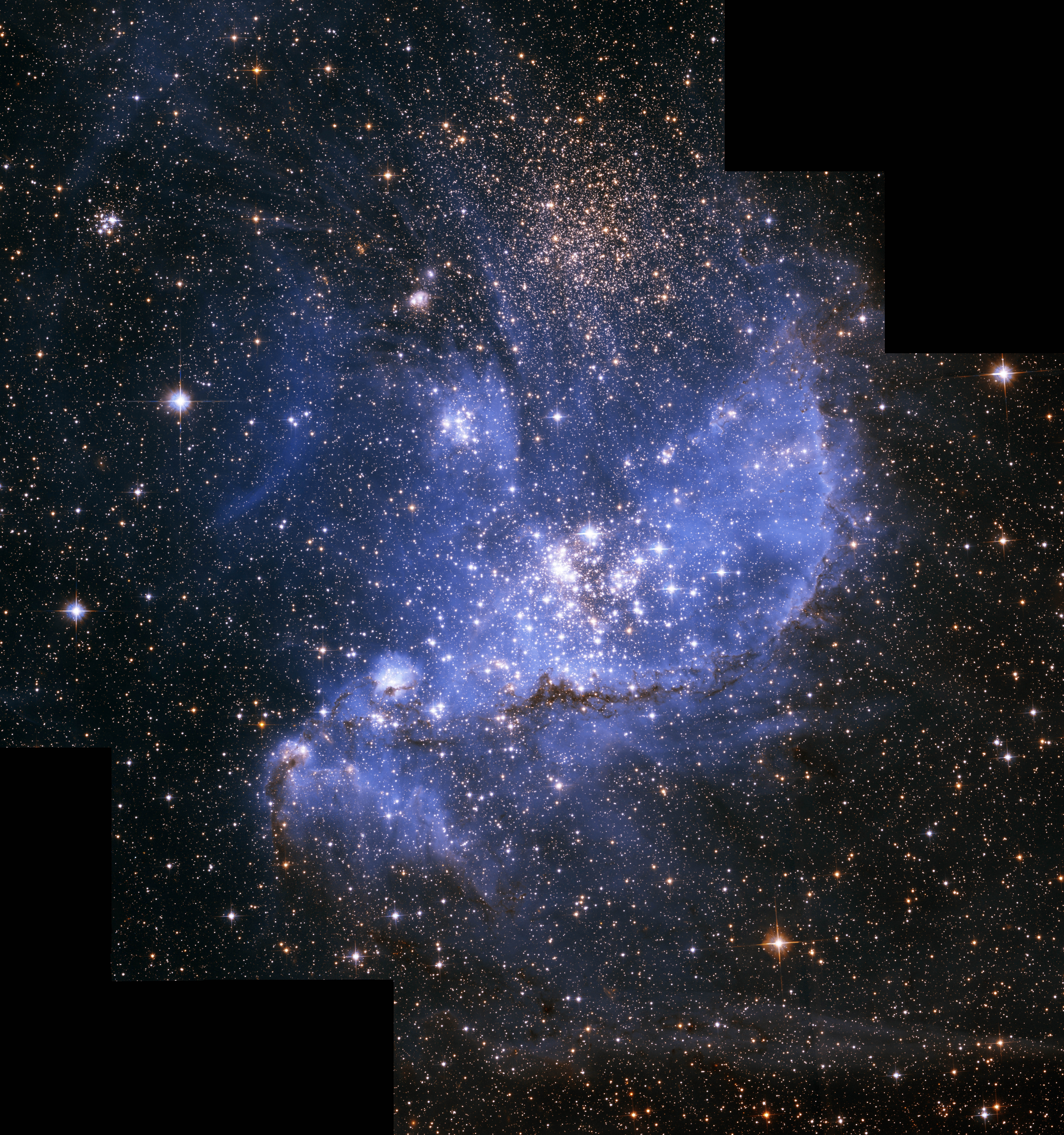
NGC 346, un cúmul obert situat a la Petit Núvol de Magallanes.

En les galàxies espirals, els cúmuls oberts sempre es troben en els braços espirals, on la densitat dels gasos és més elevada. A més, els cúmuls oberts són en el pla de la galàxia.
En les galàxies irregulars, els cúmuls oberts poden ser en qualsevol lloc, encara que per regla general se'n formen més on hi ha més densitat de gasos. No obstant això, no existeixen evidències de cúmuls oberts a les galàxies el·líptiques, ja que la formació d'estrelles en aquest tipus de galàxies va finalitzar molts milions d'anys enrere i, per tant, els cúmuls oberts que es van poder formar en el passat han tingut temps per dispersar-se.
A la nostra galàxia, la distribució dels cúmuls depèn en gran manera de l'edat, els més antics es troben a grans distàncies del centre de la galàxia. Això es deu al fet que les forces de marea són més potents a prop del centre de la galàxia i, per tant, les probabilitats d'alterar el cúmuls són majors. Per aquesta raó, els cúmuls que s'originen en les regions interiors de la galàxia tendeixen a dispersar-se amb més rapidesa i a una edat molt primerenca, al contrari del que s'esdevé amb els cúmuls que s'originen en les regions més externes.
Coneixem al voltant de 1.100 cúmuls oberts en la nostra galàxia, però s'estima que la xifra real podria ser cent vegades més elevada.

## Composició estel·lar

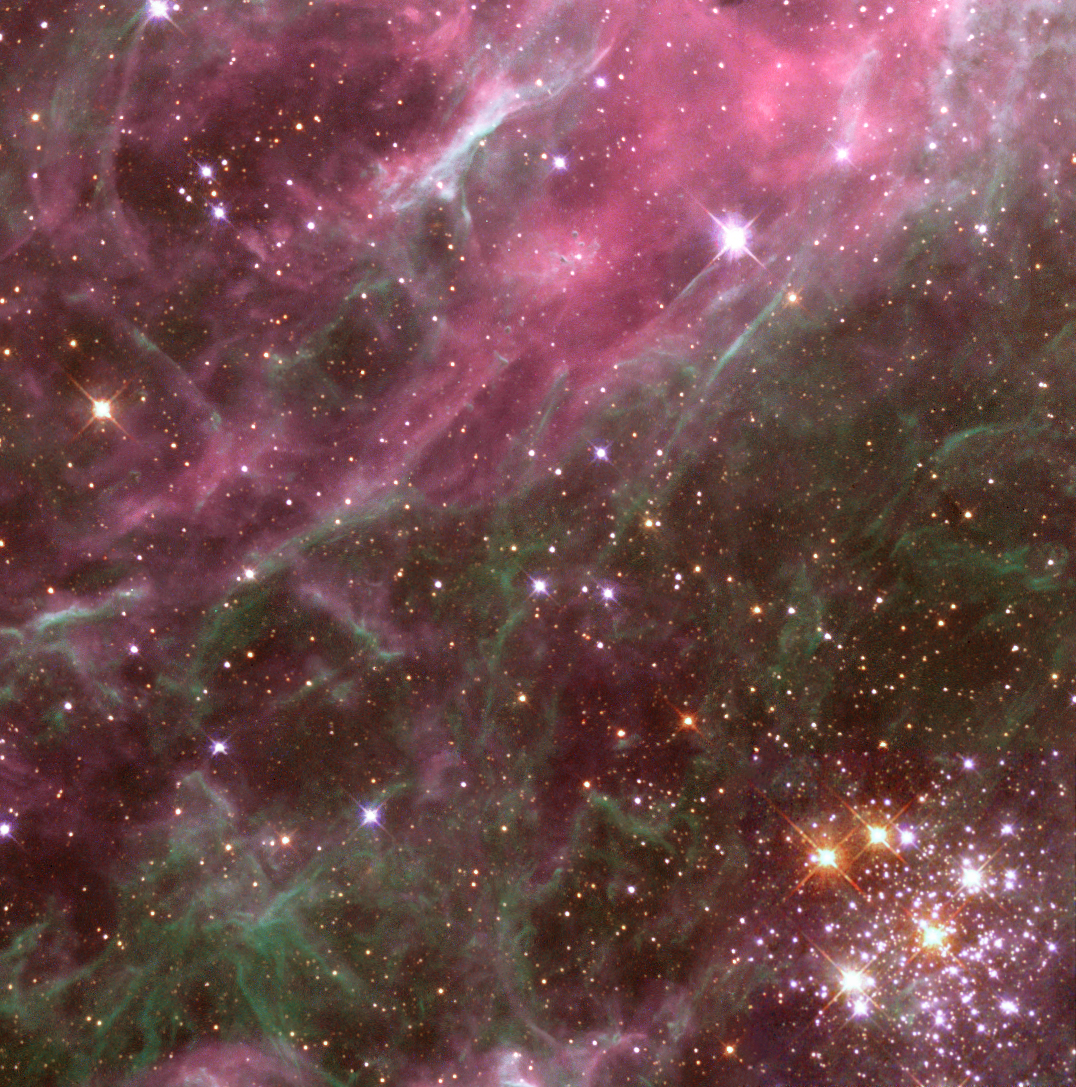
Un cúmul d'estrelles d'uns pocs milions d'anys (a baix a la dreta) il·lumina la nebulosa de la Taràntula en el Gran Núvol de Magallanes.

Com que els cúmuls oberts es dispersen abans que la majoria dels seus estels acabin la vida, la llum que emeten sol estar dominada per les jóvens estels blaus, de gran lluminositat i temperatura. Aquests estels són els més massius i la seva vida, de sols unes poques desenes de milions d'anys, és la més curta de tots els estels, car consumeixen molt ràpidament el seu combustible. Per aquest motiu, els cúmuls oberts més antics solen contenir més estels grocs.
Alguns cúmuls oberts, però, alberguen estels blaus més jóvens que la resta d'estels del cúmul. Aquests estels, observats també en els cúmuls globulars, reben el nom d'estel endarrerit blau. Es creu que en els densos nuclis dels cúmuls globulars, aquests estels s'originen a causa de col·lisions entre estels que en formen un altre de més massiu i calent. No obstant això, els cúmuls oberts no presenten la densitat d'estels dels globulars, de manera que les col·lisions entre estels no en poden explicar la formació. En lloc d'això, hom pensa que la gran majoria s'originen a causa d'interaccions dinàmiques amb altres estels, els quals formen un sistema binari o es fusionen en un sol estel.
Amb el temps, els estels de mitjana i baixa massa esgotaran les seves reserves d'hidrogen, no podran prosseguir la fusió nuclear, deixaran escapar la capa externes per formar una nebulosa planetària i es convertiran en un nan blanc. Tot i que la gran majoria dels cúmuls es dispersen abans que el nombre d'estels que hauran assolit l'etapa de nans blancs sigui significatiu, el nombre observat d'aquests estels és molt menor del que caldria esperar si tenim en compte l'edat del cúmul i la seva distribució inicial de la massa estel·lar. Una possible explicació d'aquesta escassetat podria ser que quan es troben en la fase de gegant vermell i la capa externa és expulsada, es podria donar una lleugera asimetria en la pèrdua de material, cosa que provoria una espècie de "colp" que llançaria l'estel a una velocitat d'uns pocs quilòmetres per segon, que el faria escapar del cúmul.

## Evolució

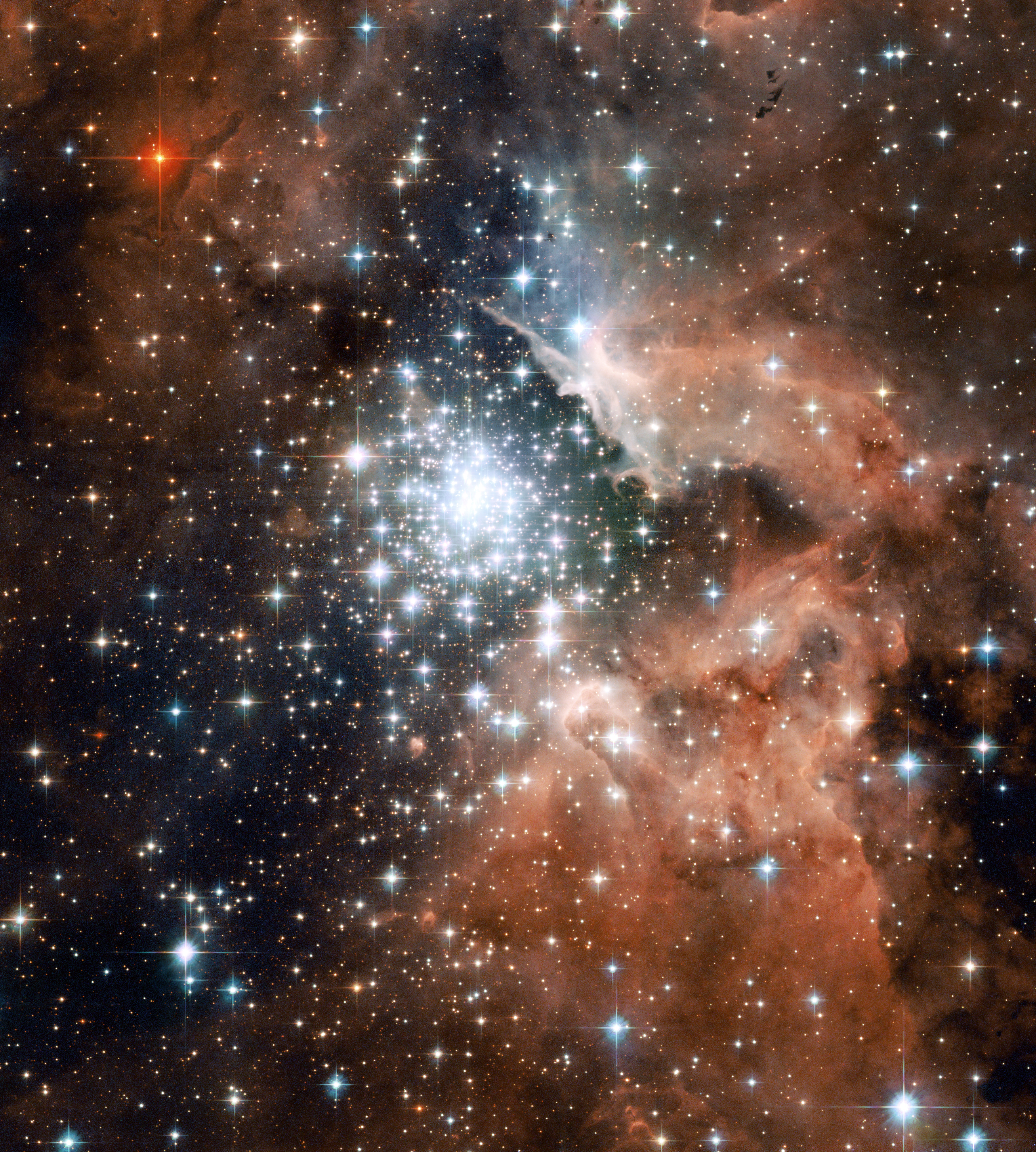
NGC 3603 és una regió H II gegant que alberga un cúmul obert de 2.000 estrelles. Es tracta de l'única regió H II gegant de la Via Làctia que emet longituds d'ona visibles.

Molts cúmuls oberts són inestables, és a dir, que la velocitat d'escapament del sistema és menor que la velocitat mitjana dels estels que conté. Aquests cúmuls es dispersen ràpidament en sols uns quants milions d'anys. En molts casos, l'expulsió de gas a causa de la pressió de radiació dels estels jóvens més calents redueix la massa del cúmul prou com per a permetre una ràpida dispersió.
Els cúmuls que tenen prou massa per a romandre lligats per la gravetat, una vegada que la nebulosa s'ha evaporat, poden romandre fàcilment distingibles durant desenes de milions d'anys, però, amb el temps, els processos tant interns com externs tendiran sempre a dispersar-los. Pel que fa als processos interns, poden ocórrer trobades entre dos estels del cúmul, la qual cosa provoca que la velocitat d'una de les dues s'elevi fins a superar la velocitat d'escapament del cúmul, la qual cosa, a la llarga, es tradueix en una lenta però gradual desaparició dels estels del cúmul.
Pel que fa als processos externs, un cúmul obert es pot veure afectat per determinats esdeveniments, com per exemple si passa a prop o a través d'un núvol molecular, cosa que es calcula que sol passar aproximadament cada 500 milions d'anys. Les forces de marea que es generen en la trobada tendeixen a alterar molt el cúmul. Finalment, el cúmul es converteix en un corrent d'estels, sense estar prou junts com per a considerar-se cúmul, però guardant relació entre ells i movent-se en direccions i velocitats similars. El temps que passa fins que el cúmul es veu afectat depèn de la densitat d'estels inicial i triguen més temps els cúmuls més comprimits. S'estima que la vida mitjana d'un cúmul (quan ha perdut la meitat dels estels originals), oscil·la entre 150 i 800 milions d'anys, en funció de la densitat inicial.
Així que un cúmul deixa d'estar unit per la gravetat, molts dels estels es mouran per l'espai amb trajectòries molt similars, formant el que es coneix com a associació estel·lar, cúmul mòbil o grup mòbil. Alguns dels estels més brillants de l'Ossa Major van ser membres d'un cúmul obert que ara forma una associació d'aquesta mena anomenada Associació estel·lar de l'Ossa Major, que té 126 estels coneguts. Finalment, les seves diferents velocitats relatives faran que s'escampin per tota la galàxia. Si descobrim que una colla d'estels tenen velocitats i edats similars, el considerem un corrent i deduirem que és un antic cúmul.

## Estudi de l'evolució estel·lar

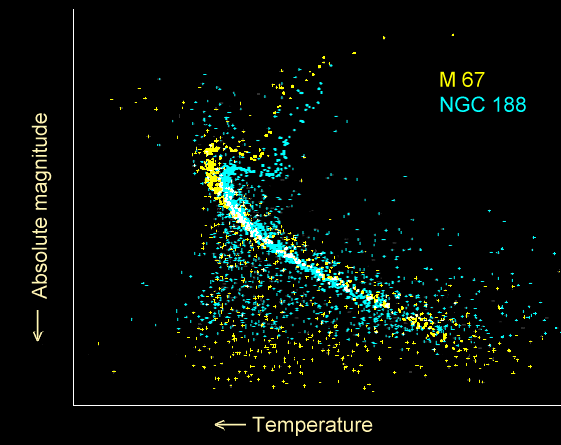
Diagrama de Hertzsprung-Russell superposat per dos cúmuls oberts. NGC 188 és un cúmul més antic, per la qual cosa posseeix més estrelles allunyades de la seqüència principal que el cúmul M67.

Si es traça el diagrama de Hertzsprung-Russell dels estels d'un cúmul obert, s'observa que la majoria es troben a la seqüència principal. Els estels més massius han començat a abandonar la seqüència principal i es converteixen en gegants vermells. De fet, els estels que no es troben a la seqüència principal se solen fer servir per a estimar l'edat del cúmul.
Com que tots els estels d'un cúmul obert disten el mateix de la Terra i van néixer pràcticament alhora i del mateix material, les diferències en la brillantor aparent d'aquests estels sols es deuen a la seva massa. Aquest fet fa que els cúmuls ens siguin molt útils en l'estudi de l'evolució estel·lar, car podem comparar dos estels diferents amb molts dels paràmetres variables fixats.
L'estudi de les quantitats de liti i beril·li en els cúmuls oberts ofereix importants indicis sobre l'evolució dels estels i de les seves estructures internes. Mentre que l'hidrogen no pot fusionar per formar heli fins que la temperatura arriba als 10 milions de K, el liti i el beril·li ho fan a temperatures de 2,5 i 3,5 milions de K, respectivament, cosa que significa que l'abundància amb què els detectem depèn sobretot de la barreja a l'interior dels estels. L'estudi d'aquests dos elements permet de fixar determinats paràmetres variables com ara l'edat o la composició química.
Els estudis també revelen que l'abundància observada d'aquests elements és molt menor del que s'esperava segons les prediccions dels models d'evolució estel·lar. Tot i que encara no es comprenen del tot les causes d'aquesta mancança, una possibilitat és que la convecció a l'interior dels estels pugui arribar fins a regions on la radiació és la forma dominant de transport d'energia.

## Els cúmuls oberts i l'escala de distàncies còsmiques
La determinació de les distàncies dels diferents objectes astronòmics és crucial per a la seva comprensió. No obstant això, la gran majoria d'aquests objectes es troben massa lluny com per a determinar la distància directament. L'escala de distàncies còsmiques estima aquestes distàncies basant-se en una sèrie de mesures indirectes, i de vegades incertes, en què s'involucren objectes més propers, la distància dels quals es pot determinar de forma directa, per després anar gradualment augmentant el càlcul de la distància d'altres objectes més allunyats. En aquest pas, els cúmuls oberts tenen un paper de gran relleu.
Es pot mesurar directament la distància dels cúmuls oberts més propers per mitjà de diversos mètodes. En primer lloc, la paral·laxi (és a dir, observar l'objecte de la Terra estant quan aquesta es troba en un punt de la seva òrbita al voltant del Sol i tornar-lo a observar quan es troba en el punt oposat, observant llavors el petit canvi en la seva posició aparent) d'estels en els cúmuls oberts propers es pot mesurar de la mateixa manera que en els estels aïllats. Cúmuls com les Plèiades, les Híades i alguns altres que se situen dins del rang dels 500 anys llum de distància de la Terra es poden mesurar per aquest mètode. L'objectiu del satèl·lit Hipparcos era estimar amb més precisió aquestes distàncies pel mètode de la paral·laxi.

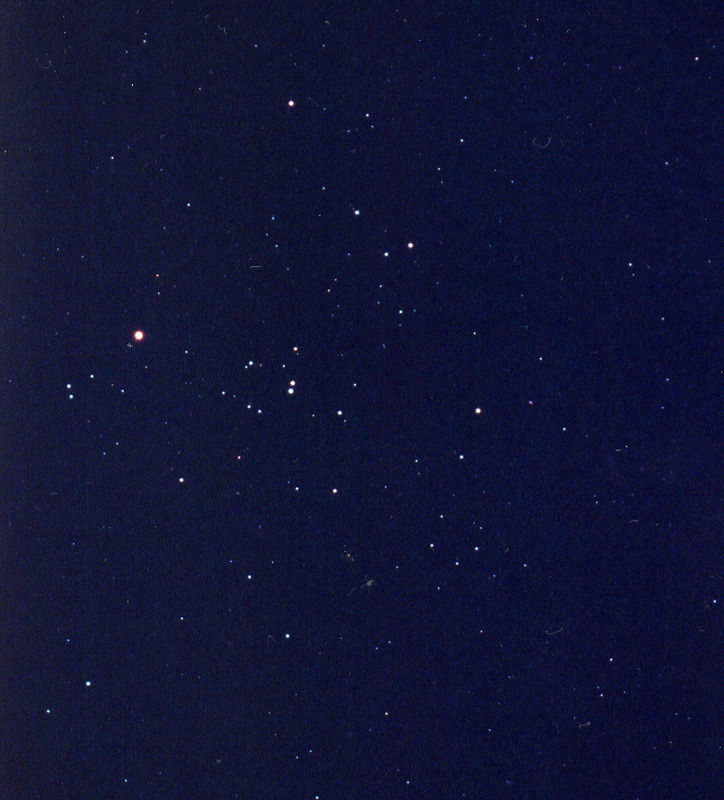
Les Híades, el cúmul obert més proper a la Terra, la seva distància va ser estimada mitjançant el mètode del cúmul mòbil.

Un altre mètode directe és l'anomenat mètode del cúmul mòbil, que es basa en el fet que tots els estels d'un cúmul comparteixen el mateix moviment a través de l'espai. Si mesurem el moviment relatiu dels membres del cúmul podem deduir que convergeixen en un punt de fuga. La velocitat radial dels membres del cúmul pot determinar mitjançant l'efecte Doppler del seu espectre, i si ja coneixem la velocitat radial, el moviment relatiu i la distància angular al punt de fuga, amb un simple càlcul trigonomètric podem calcular la distància al cúmul. Les Híades són l'exemple més conegut d'aplicació d'aquest mètode, el qual revela que la distància de la Terra a les Híades és de 46,34 ± 0,27 parsecs (151 anys llum aprox.).
Un cop s'han establert les distàncies als cúmuls més propers, altres tècniques poden estendre l'escala de distància fins a cúmuls més llunyans. Es pot estimar la distància a un cúmul més llunyà relacionant la seqüència principal del diagrama de Hertzsprung-Russell amb un altre cúmul la distància del qual sigui coneguda. El cúmul obert més proper de nosaltres són les Híades i encara que hi ha una associació estel·lar a la meitat de distància de les Híades, aquesta no es pot considerar cúmul obert perquè els seus estels no estan lligats gravitatòriament. El cúmul obert conegut més llunyà de la Terra en la nostra galàxia s'anomena Berkeley 29, i és a una distància aproximada de 15.000 parsecs (gairebé 50.000 anys llum). Els cúmuls oberts es poden detectar fàcilment en altres galàxies del Grup Local.
Conèixer amb precisió les distàncies als cúmuls oberts és de vital importància per a determinar la relació en el període de lluminositat d'algunes menes d'estels variables, com els cefeids o els RR Lyrae, els quals poden emprar-se com candeles estàndard. Les distàncies d'aquests estels lluminosos poden determinar encara que l'objecte sigui molt lluny, i serveixen per a estendre l'escala de distància còsmica fins a les galàxies pròximes del Grup Local.